# Норман, Генри
Генри Уайли Норман (англ. Henry Wylie Norman; 2 декабря 1826, Лондон — 26 октября 1904, там же) — британский военачальник, колониальный администратор, фельдмаршал (26 июня 1902).

## Биография

### Ранние годы
Генри Норман родился 2 декабря 1826 года; он был единственным сыном торговца Джеймса Нормана и его жены Шарлотты. В 1840 году отец Нормана, долгие годы ведший торговые операции на Кубе, стал партнером в торговой фирме в Калькутте (Индия), в 1842 в Калькутту переехала его жена с сыном; в возрасте 17 лет Генри поступил на службу в Индийскую армию.

### Военная карьера

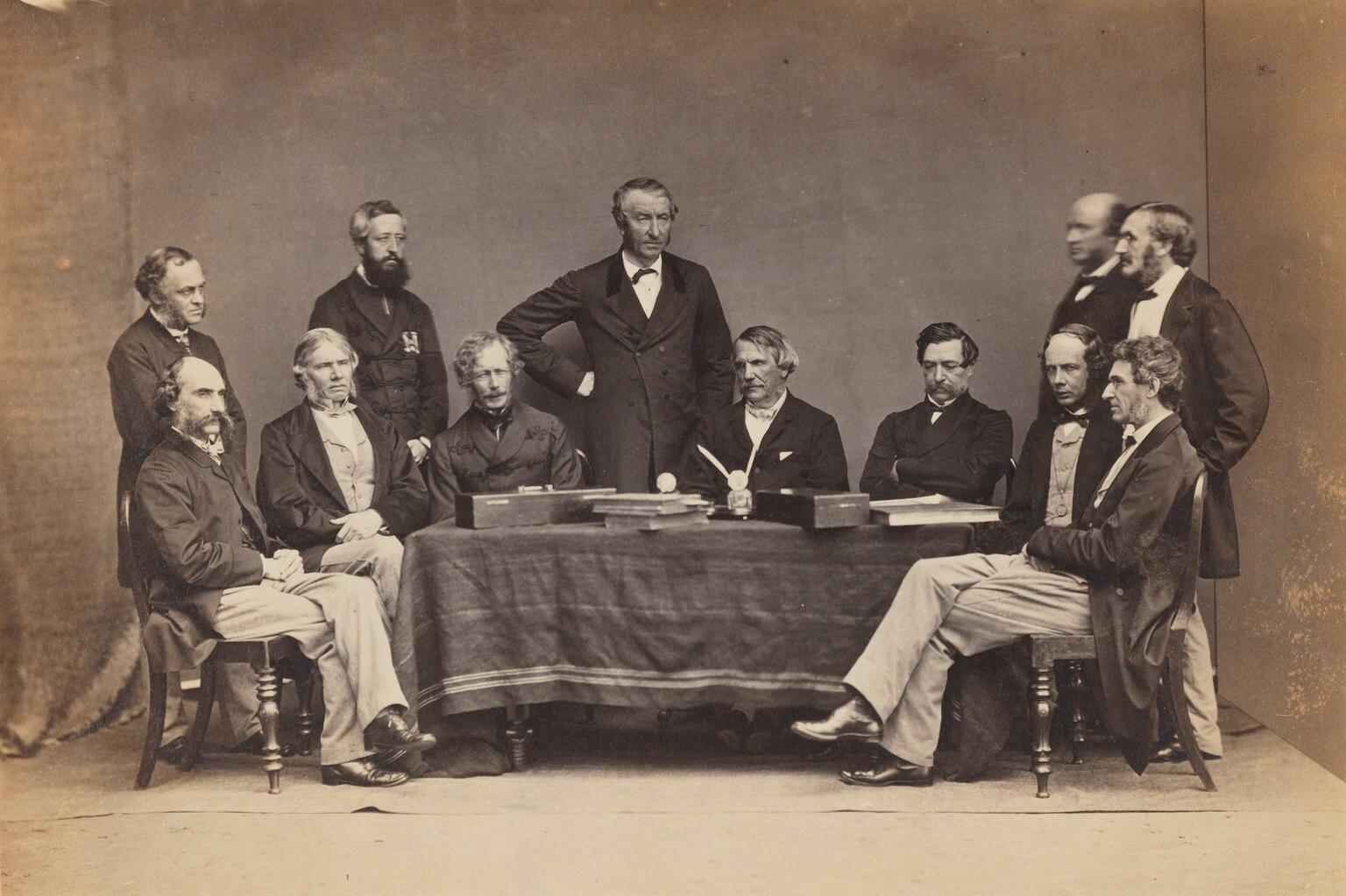
Верховный / Исполнительный совет и секретари вице-короля Индии, Симла, 1864 год. Слева направо: сидят — неизвестный; Чарльз Тревельян; Хью Роуз; Джон Лоуренс; Роберт Нэпьер; Генри Мэн; г-н Грей. Стоят — неизвестный; Генри Норман; Генри Марион Дюран; Эдвард Клайв Бэйли; Джон Стрейчи.

Участник Второй англо-сикхской войны, кампании против племенных объединений Африди в пакистанской провинции Kohat Pass, подавления восстания Сантхал и подавления индийского мятежа. Он стал военным членом Совета вице-короля (в сущности военного министра в Индии) в 1870 году. Стал членом Совета Индии. В последние годы жизни был губернатором Ямайки, а затем — губернатором штата Квинсленд.